# Abner Doubleday
General Abner Doubleday entre 1855 e 1865
assinatura
Vista da sepultura.
Abner Doubleday (Ballston Spa, Nova Iorque, 26 de junho de 1819 — Mendham, 26 de janeiro de 1893) foi um oficial de carreira do Exército dos Estados Unidos e major-general da União na Guerra Civil Americana. Ele disparou o primeiro tiro de defesa do Forte Sumter, a batalha de abertura da guerra, e teve um papel fundamental nos primeiros combates na Batalha de Gettysburg. Gettysburg foi seu melhor momento, mas o fato de ter sido substituído pelo major-general George Gordon Meade causou uma inimizade duradoura entre os dois homens. Em São Francisco, após a guerra, obteve a patente do sistema de bondes que ainda funciona no local. Em seus últimos anos em Nova Jersey, foi um membro proeminente e, mais tarde, presidente da Sociedade Teosófica.
Em 1908, 15 anos após sua morte, a Comissão Mills declarou que Doubleday havia inventado o jogo de beisebol, embora Doubleday nunca tenha feito tal afirmação. Essa afirmação foi completamente desmascarada pelos historiadores do beisebol.

## Primeiros anos

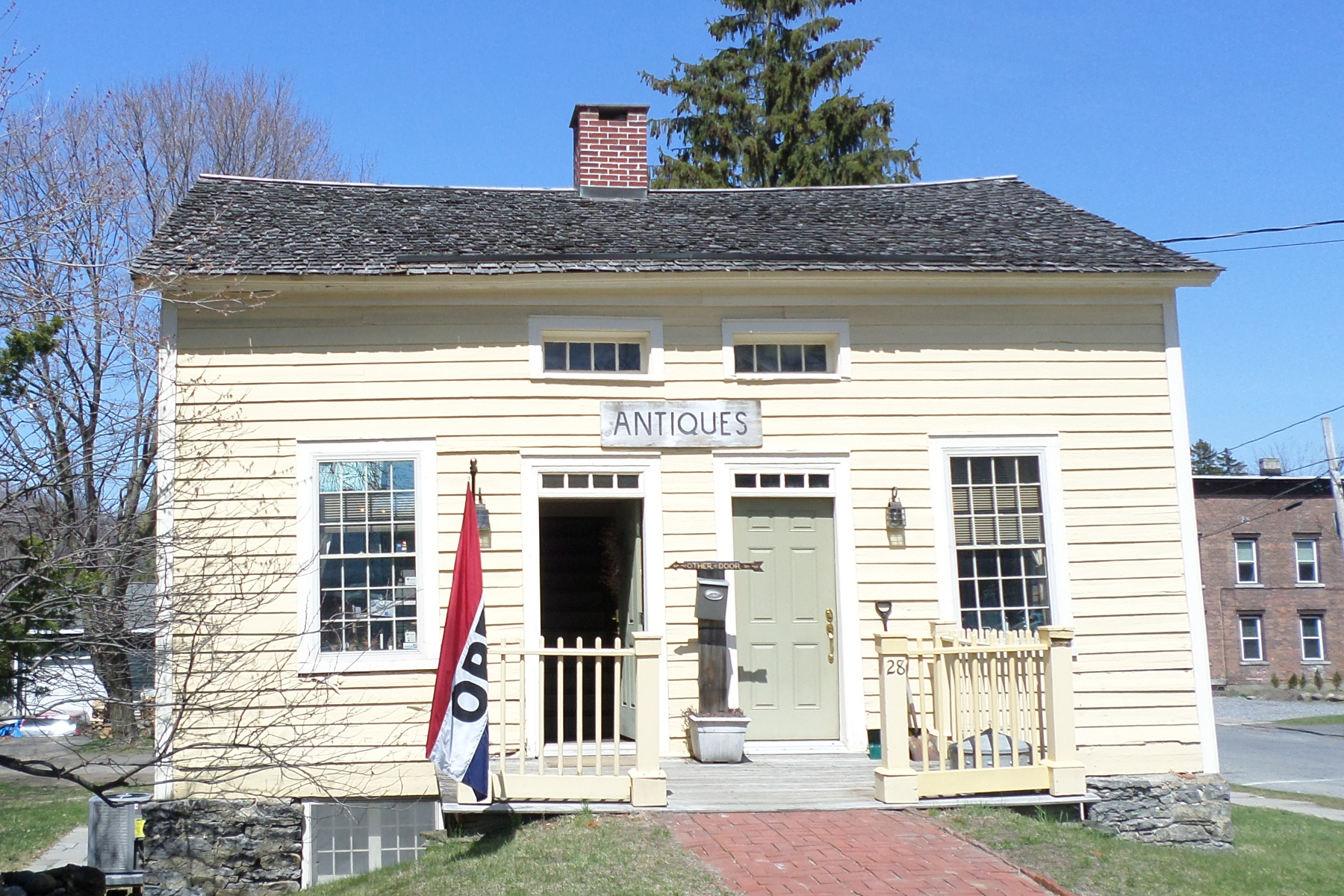
A casa onde nasceu Doubleday

Doubleday, filho de Ulysses F. Doubleday e Hester Donnelly, nasceu em Ballston Spa, Nova Iorque, em uma pequena casa na esquina das ruas Washington e Fenwick. Toda a família dormia no sótão da casa de um cômodo. Seu avô paterno, também chamado Abner, lutou na Guerra da Independência dos Estados Unidos. Seu avô materno, Thomas Donnelly, entrou para o exército aos 14 anos e foi mensageiro montado de George Washington. Seu bisavô, Peter Donnelly, era um Minuteman. Seu pai, Ulysses Freeman Doubleday, lutou na Guerra anglo-americana de 1812, publicou jornais e livros e representou Auburn por quatro anos no Congresso dos Estados Unidos. Abner passou a infância em Auburn e mais tarde foi enviado para Cooperstown para morar com seu tio e frequentar um colégio preparatório particular. Abner trabalhou como topógrafo e engenheiro civil por dois anos antes de entrar para a Academia Militar em 1838, onde se formou em 1842, em vigésimo quarto lugar de uma turma de 56 cadetes. Foi designado, com o posto de segundo-tenente, para servir no 3.º Regimento de Artilharia. Em 1852, casou-se com Mary Hewitt, de Baltimore, filha de um advogado local.

## Carreira Militar

### Primeiros comandos e Forte Sumter

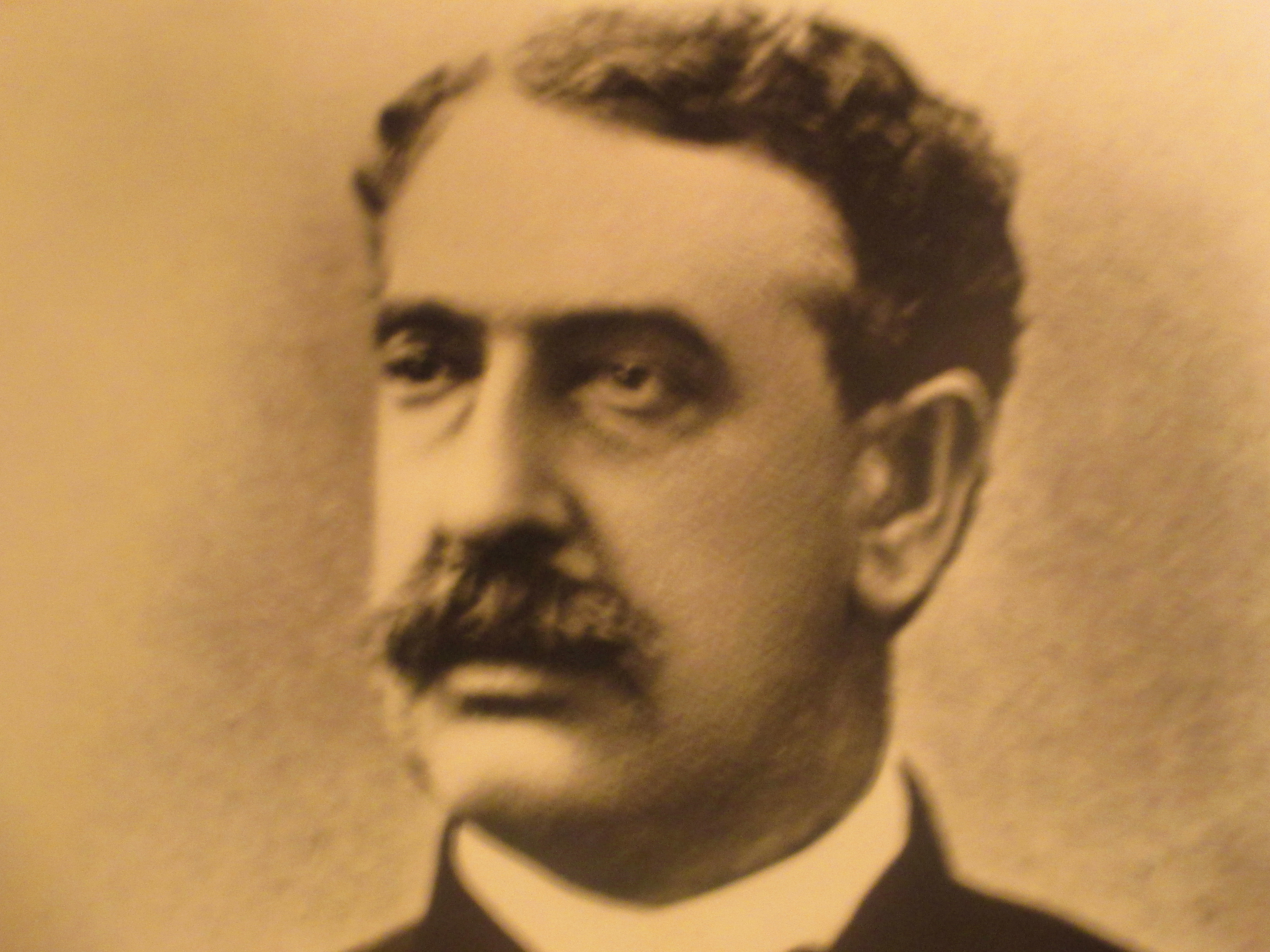
Foto de Doubleday exibida no Monumento Nacional de Forte Sumter, no porto de Charleston

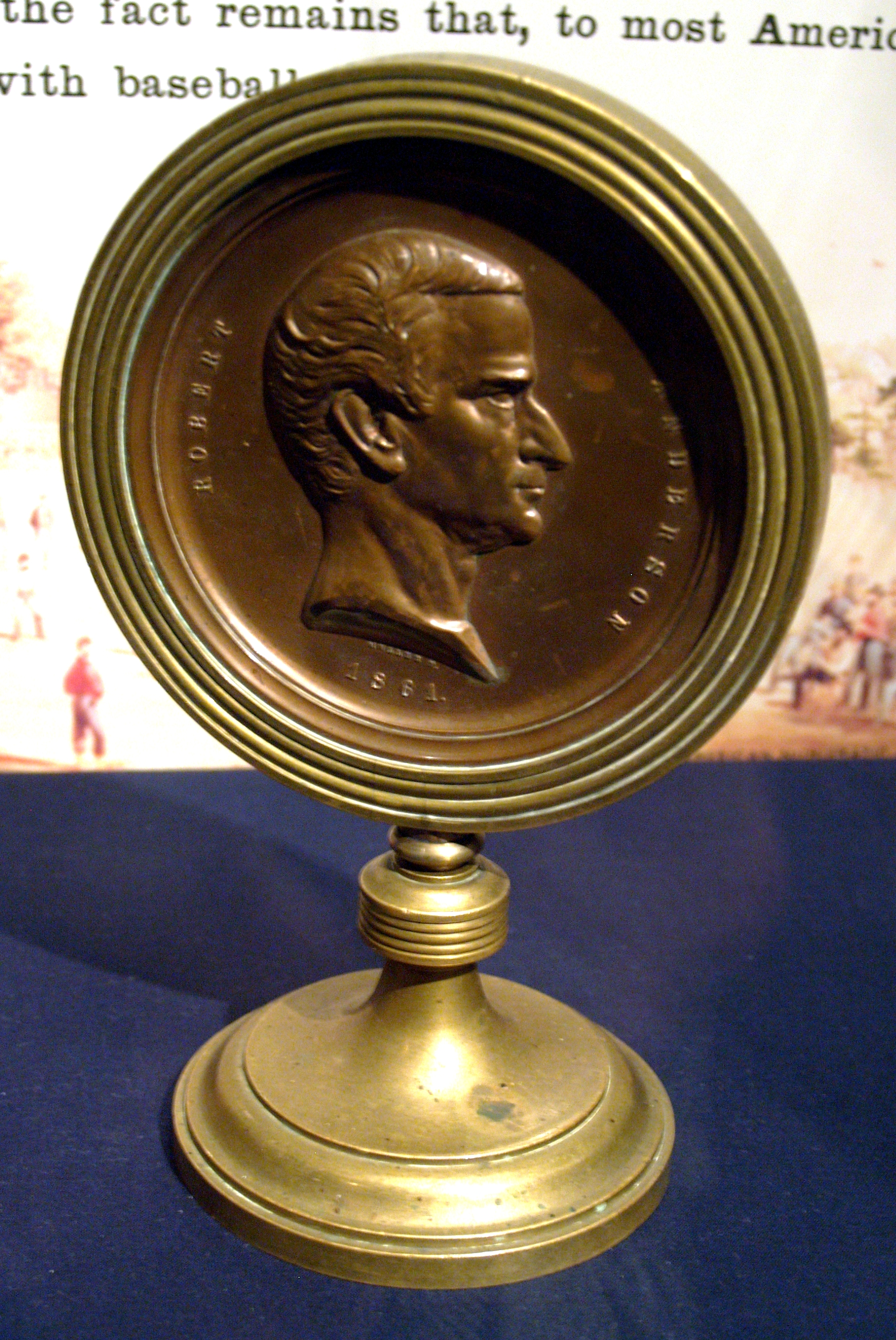
A Medalha de Forte Sumter, com o retrato do Major Robert Anderson, foi presenteada a Abner Doubleday

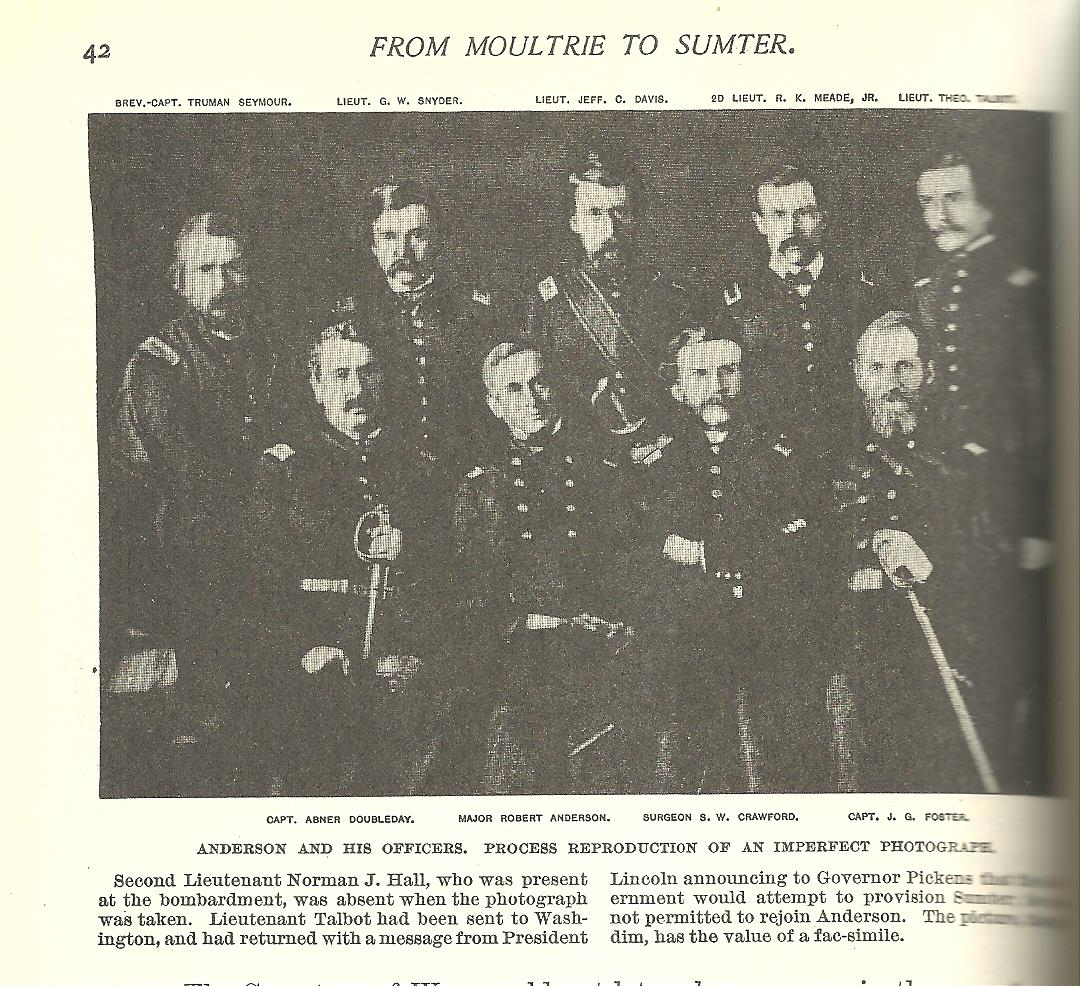
Major Robert Anderson e seus oficiais, Forte Sumpter, Carolina do Sul

Doubleday serviu inicialmente em guarnições costeiras e depois na Guerra Mexicano-Americana de 1846 até 1848 e nas Guerras Seminoles de 1856 a 1858. Em 1858 foi transferido para o Forte Moultrie, no porto de Charleston, onde serviu sob o comando do coronel John Lane Gardner. No início da Guerra Civil, ele era capitão e segundo no comando da guarnição no Forte Sumter, subordinado ao major Robert Anderson. Ele apontou o canhão que disparou o primeiro tiro de retorno em resposta ao bombardeio confederado em 12 de abril de 1861. Posteriormente, ele se refere como sendo o “herói de Sumter” por este papel. É importante observar que, embora Doubleday não tenha inventado o beisebol, por pura coincidência, a bandeira da guarnição do Forte Sumter (ou Bandeira da Tempestade) tem o padrão de estrelas dispostas em forma de diamante, que, naquela época da história, era o formato do campo de beisebol.

### Brigada e comando de divisão na Virgínia
Doubleday foi promovido a major em 14 de maio de 1861 e comandou o Departamento de Artilharia no vale do Shenandoah de junho a agosto, em seguida a artilharia da divisão do Exército do Potomac do major-general Nathaniel Banks. Foi nomeado general de brigada de voluntários em 3 de fevereiro de 1862 e designado para trabalhar no norte da Virgínia, enquanto o Exército do Potomac  encontrava-se na Campanha da Península. Sua primeira missão de combate foi liderar a 2.ª Brigada, 1.ª Divisão, III Corpo do Exército da Virgínia durante a Campanha do Norte da Virgínia. Nas ações na fazenda de Brawner, pouco antes da Segunda Batalha de Bull Run, ele tomou a iniciativa de enviar dois de seus regimentos para reforçar a brigada do general de brigada John Gibbon contra uma força confederada maior, combatendo-a até a paralisação. A iniciativa pessoal foi necessária, pois seu comandante de divisão, o general de brigada Rufus King, estava incapacitado por um ataque epilético na época. Foi substituído pelo general de brigada John Porter Hatch. Seus homens foram derrotados quando encontraram o corpo de exército do major-general James Longstreet, mas no dia seguinte, 30 de agosto, ele assumiu o comando da divisão quando Hatch foi ferido e liderou seus homens para cobrir a retirada do Exército da União.
Doubleday comandou novamente a divisão, agora designada para o I Corpo do Exército de Potomac, após a Batalha de South Mountain, onde Hatch foi novamente ferido. Na Batalha de Antietam, ele liderou seus homens nos combates mortais em Cornfield e em West Woods, e um coronel o descreveu como um “oficial galante (...) notavelmente calmo e na linha de frente da batalha.” Foi ferido quando um projétil de artilharia explodiu perto de seu cavalo, jogando-o no chão em uma queda violenta. Foi promovido a tenente-coronel do exército regular por suas ações em Antietam e, em março de 1863, foi promovido a major-general de voluntários, com patente a partir de 29 de novembro de 1862. Na Batalha de Fredericksburg, em dezembro de 1862, sua divisão ficou praticamente inativa. Durante o inverno, o Primeiro Corpo-de-exército foi reorganizado e Doubleday assumiu o comando da 3.ª Divisão. Na Batalha de Chancellorsville, em maio de 1863, a divisão foi mantida na reserva.

### Gettysburg

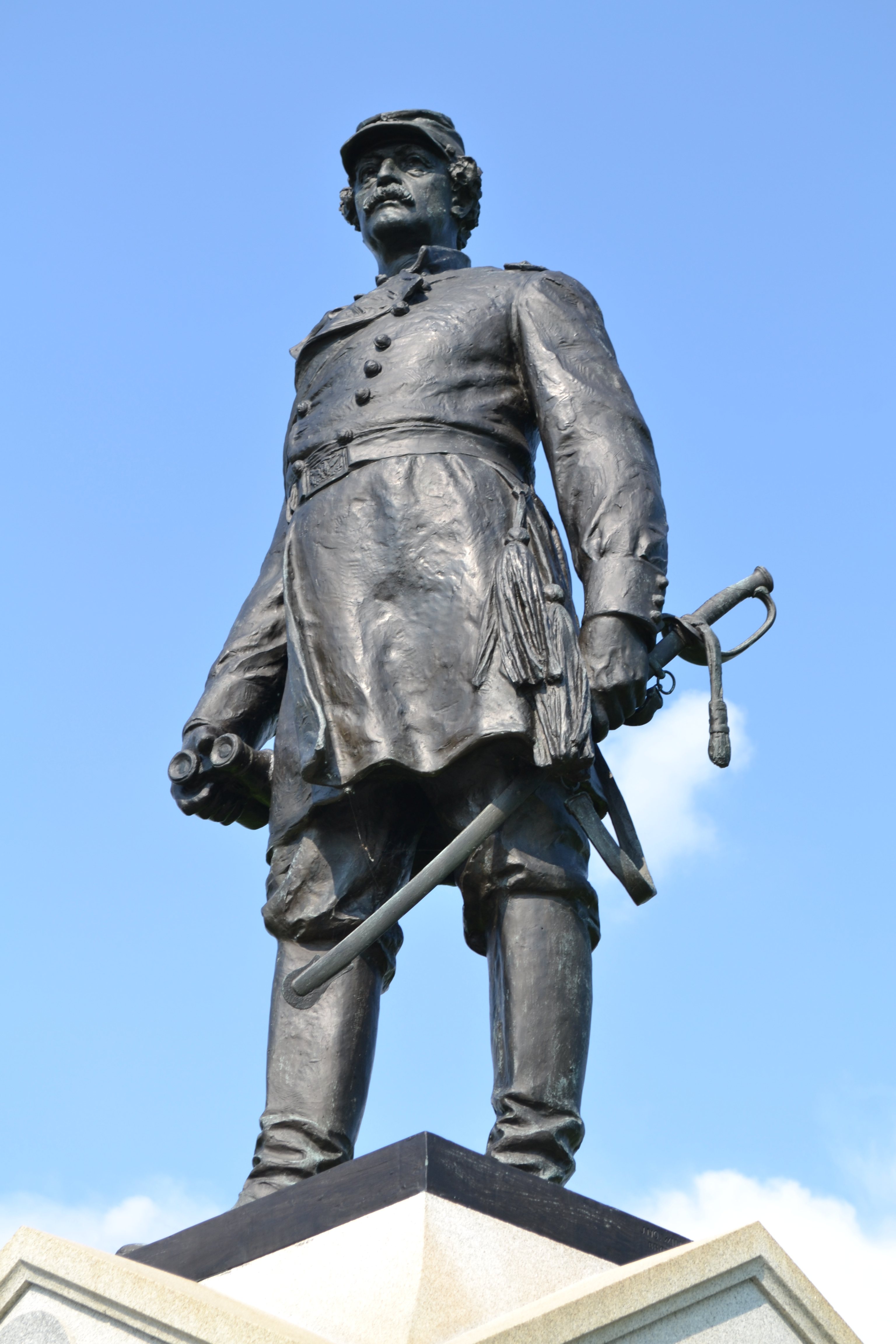
Monumento a Abner Doubleday no Parque Militar Nacional de Gettysburg

No início da Batalha de Gettysburg, em 1 de julho de 1863, a divisão de Doubleday era a segunda divisão de infantaria no campo de batalha para reforçar a divisão de cavalaria do general de brigada John Buford. Quando seu comandante de corpo de exército, o major-general John Reynolds, foi morto logo no início do combate, Doubleday assumiu o comando do corpo-de-exército às 10h50. Seus homens lutaram bem pela manhã, resistindo com firmeza, mas como as esmagadoras forças confederadas se aglomeraram contra eles, sua linha acabou se rompendo e eles recuaram pela cidade de Gettysburg para a relativa segurança de Cemetery Hill, ao sul da cidade. Foi o melhor desempenho de Doubleday durante a guerra, cinco horas liderando 9 500 homens contra dez brigadas confederadas que somavam mais de 16 000 homens. Sete dessas brigadas sofreram baixas que variaram de 35 a 50%, indicando a ferocidade da defesa da União. Em Cemetery Hill, no entanto, o Primeiro Corpo-de-exército conseguiu reunir apenas um terço de seus homens como efetivo para o serviço, e o corpo foi essencialmente destruído como força de combate pelo resto da batalha; ele seria desativado em março de 1864, com suas unidades sobreviventes consolidadas em outros corpos-de-exército.
Em 2 de julho, o comandante do Exército do Potomac, major-general George Gordon Meade, substituiu Doubleday pelo major-general John Newton, um oficial júnior de outro corpo-de-exército. O real motivo que gerou essa decisão foi um relatório falso do comandante do XI Corpo-de-exército, major-general Oliver O. Howard, afirmando que a defesa armada por Doubleday foi a primeira a se romper, causando o colapso de toda a linha da União, mas Meade também tinha um longo histórico de desdém pela eficácia de combate de Doubleday, que remontava a Batalha de South Mountain. Doubleday foi humilhado por esta afronta e guardou um rancor duradouro contra Meade, mas retornou ao comando da divisão e lutou bem pelo restante da batalha. Foi ferido no pescoço, no segundo dia da batalha de Gettysburg e recebeu uma promoção a coronel do exército regular por seus serviços. Solicitou formalmente a reintegração como comandante do Primeiro Corpo-de-exército, mas Meade recusou e Doubleday deixou Gettysburg em 7 de julho rumo a Washington.
A equipe de Doubleday o apelidou de “Quarenta e Oito Horas” como um elogio para reconhecer sua tendência a evitar ações imprudentes ou impulsivas e sua ponderação e deliberação ao considerar as circunstâncias e as possíveis respostas. Nos últimos anos, os biógrafos transformaram o apelido em um insulto, alegando incorretamente que “Quarenta e Oito Horas” foi cunhado para destacar a suposta incompetência e lentidão de Doubleday para agir.

### Washington
Doubleday assumiu funções administrativas nas defesas de Washington, D.C., onde foi encarregado das cortes marciais, o que lhe deu experiência jurídica que utilizou após a guerra. Seu único retorno ao combate foi dirigir uma parte das defesas contra o ataque do tenente-general confederado Jubal Anderson Early, nas Campanhas do Vale de 1864. Também enquanto estava em Washington, Doubleday testemunhou contra George Meade, no Comitê Misto do Congresso dos Estados Unidos sobre a Conduta da Guerra, criticando duramente por sua conduta na Batalha de Gettysburg. Enquanto em Washington, Doubleday permaneceu um republicano leal e um firme apoiador do Presidente Abraham Lincoln. Doubleday viajou com Lincoln no trem para Gettysburg para o Discurso de Gettysburg e o Coronel e a Sra. Doubleday participavam de eventos com o Sr. e a Sra. Lincoln em Washington.

## Carreira pós-guerra

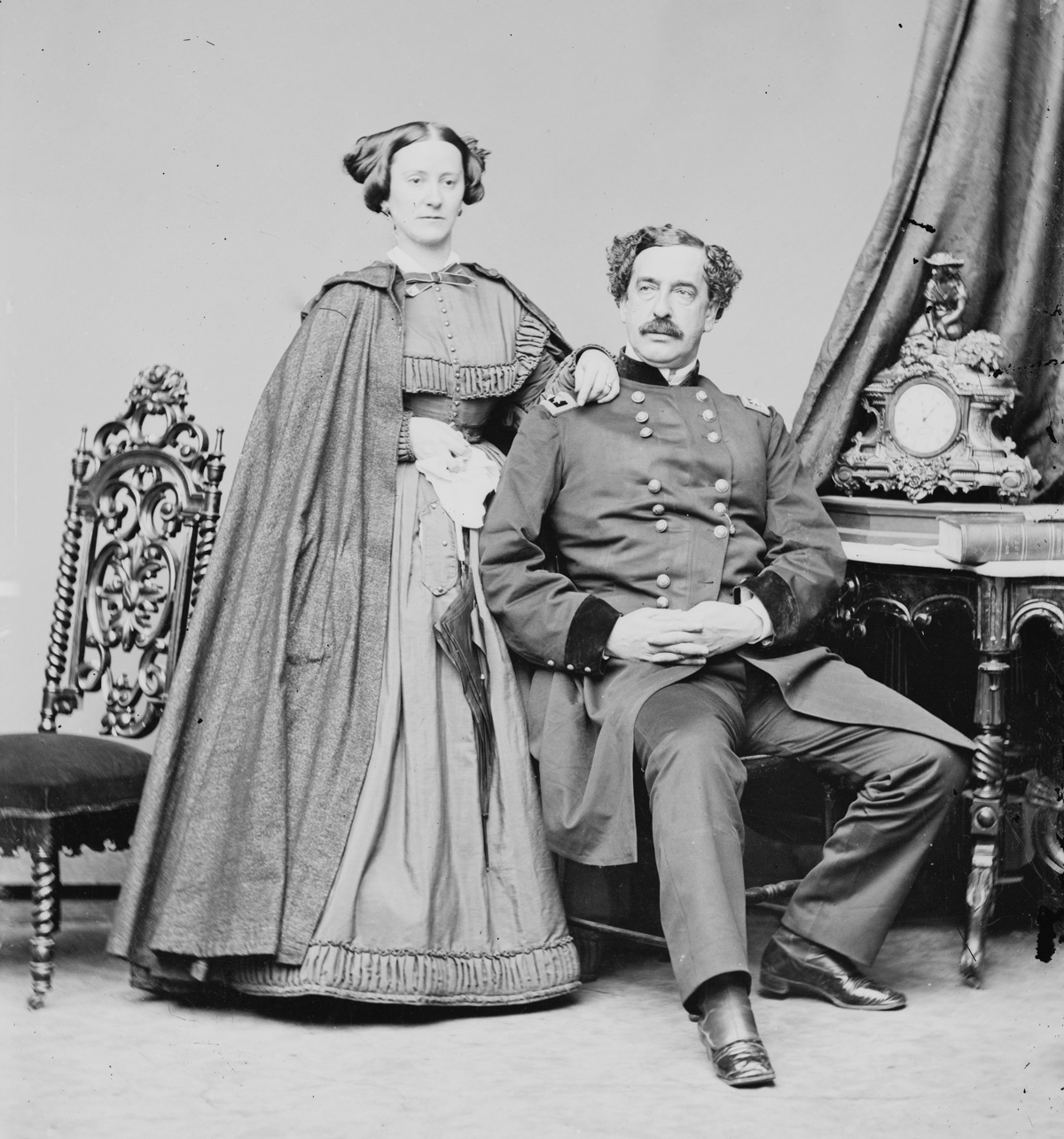
Doubleday e sua mulher, Mary

Após a Guerra Civil, Doubleday deixou o serviço militar voluntário em 24 de agosto de 1865, voltou ao posto de tenente-coronel, e tornou-se coronel do 35.º Regimento de Infantaria, em setembro de 1867. Esteve sediado em São Francisco de 1869 até 1871 e obteve uma patente para o sistema de bondes que ainda funciona lá, recebendo uma licença para a sua operação, mas renunciou de seus direitos, quando foi transferido. Em 1871, comandou o 24.º Regimento de Infantaria, um regimento totalmente afro-americano, com sede em Forte McKavett, no Texas. Foi para a reserva em 1873.
Na década de 1870, foi listado no diretório comercial de Nova Iorque como advogado.
Doubleday passou grande parte de seu tempo escrevendo. Publicou duas obras importantes sobre a Guerra Civil: Reminiscências dos Fortes Sumter e Moultrie (1876), e Chancellorsville e Gettysburg (1882), sendo este último um volume da série Campanhas da Guerra Civil.

## Teosofia
No verão de 1878 Doubleday morou em Mendham, Nova Jersey, e tornou-se um membro proeminente da Sociedade Teosófica. Quando dois dos fundadores dessa sociedade, Helena Blavatsky e Henry Steel Olcott, mudaram-se para a Índia no final daquele ano, ele foi nomeado presidente da entidade americana.

## Morte

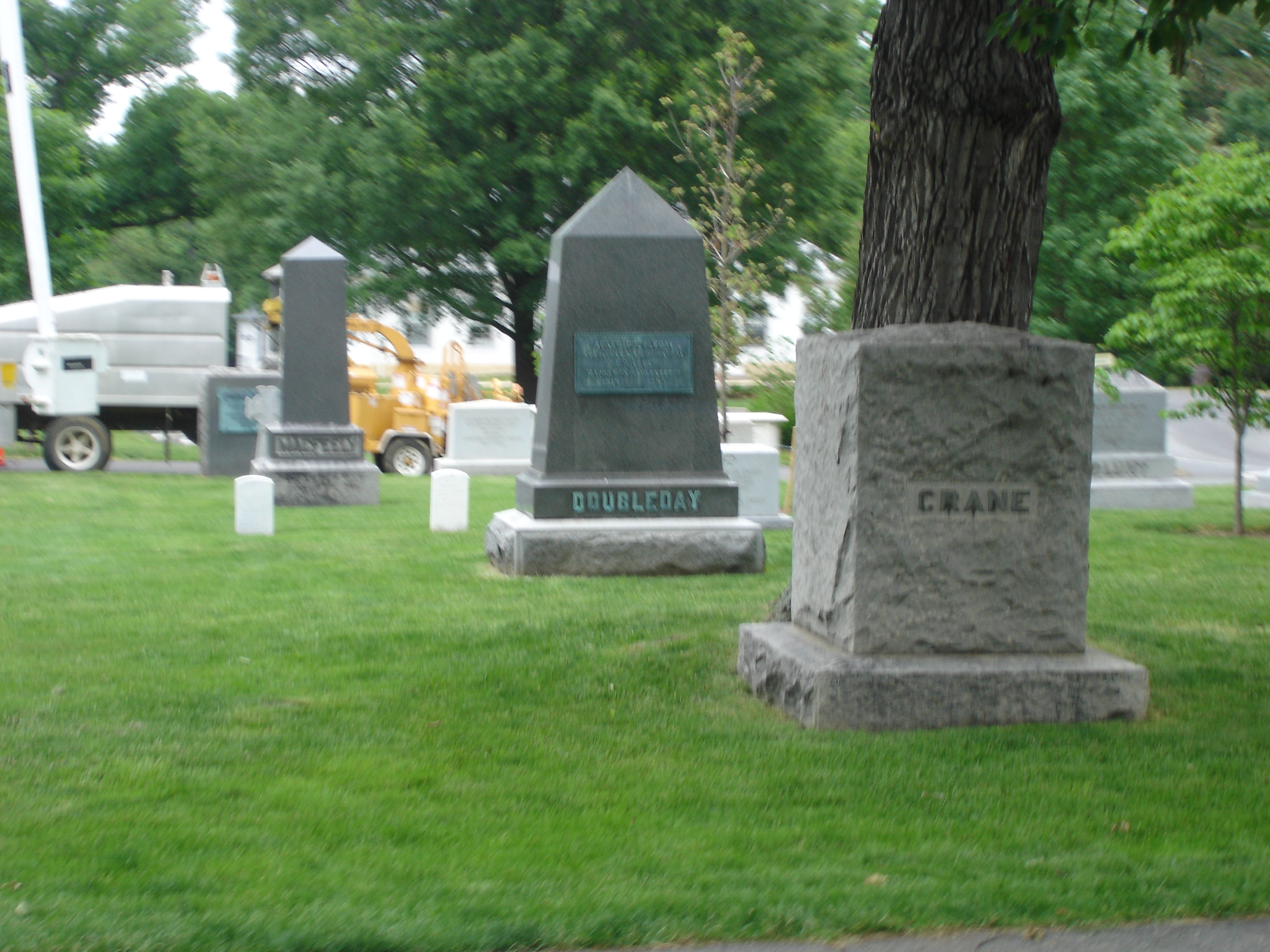
O túmulo de Doubleday no Cemitério Nacional de Arlington

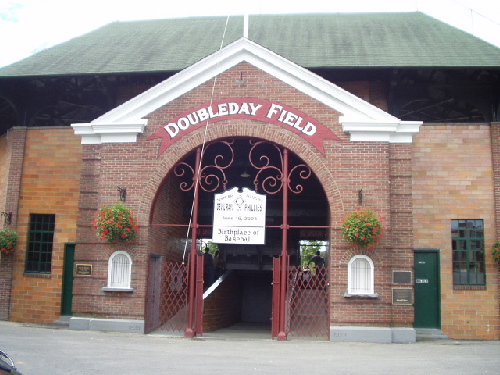
Portão de entrada do Doubleday Field em West Point, Nova Iorque

Doubleday morreu de doença cardiovascular em Mendham em 26 de janeiro de 1893. O corpo de Doubleday foi velado na Prefeitura de Nova York e, em seguida, levado de trem para Washington, e enterrado no Cemitério Nacional de Arlington, no condado de Arlington, Virgínia. Sua esposa ainda viveu alguns anos após a morte dele.

## Beisebol
Embora Doubleday tenha alcançado pequena fama como um competente general de combate com experiência em muitas batalhas importantes da Guerra Civil, ele é mais conhecido como o suposto inventor do jogo de beisebol, no pasto para o gado de Elihu Phinney, em Cooperstown, Nova Iorque, em 1839.
A Comissão Mills, presidida por Abraham G. Mills, o quarto presidente da Liga Nacional, foi nomeada em 1905 para determinar a origem do beisebol. O relatório final da comissão, em 30 de dezembro de 1907, declarou, em parte, que “o primeiro esquema para jogar beisebol, segundo as melhores evidências obtidas até à data, foi concebido por Abner Doubleday em Cooperstown, Nova Iorque, em 1839”. Concluiu dizendo que, “nos anos vindouros, na visão das centenas de milhares de pessoas que se dedicam ao beisebol e dos milhões que se dedicarão, a fama de Abner Doubleday repousará igualmente, se não tanto, no fato de ele ter sido seu inventor (...) quanto em sua brilhante e distinta carreira como oficial do Exército Federal”.
No entanto, há evidências consideráveis que contestam essa afirmação. O historiador de beisebol George B. Kirsch descreveu os resultados da Comissão Mills como um “mito”. Ele escreveu: “Robert Henderson, Harold Seymour e outros estudiosos já desmascararam o mito Doubleday-Cooperstown, que, no entanto, continua poderoso no imaginário americano devido aos esforços da Major League Baseball e do Hall da Fama em Cooperstown”. Quando morreu, Doubleday deixou muitas cartas e documentos, nenhum dos quais fazendo menção ao beisebol, ou dando qualquer sugestão de que ele se considerava uma pessoa de destaque na evolução do jogo, e seu obituário no New York Times não mencionou o jogo. O próprio presidente Mills, que foi companheiro de Doubleday na Guerra Civil e membro da guarda de honra do corpo de Doubleday quando este estava sendo velado na cidade de Nova York, nunca se lembrou de ter ouvido Doubleday descrever seu papel como inventor. Doubleday era um cadete em West Point, no ano da alegada invenção e sua família havia se mudado de Cooperstown no ano anterior. Além disso, o principal testemunho à comissão que ligou o beisebol a Doubleday foi o de Abner Graves, cuja credibilidade é questionável; alguns anos depois, ele matou sua esposa a tiros, aparentemente em decorrência de uma doença mental, e foi condenado a uma instituição para criminosos insanos pelo resto de sua vida. Parte da confusão pode ser decorrente do fato de haver outro homem com o mesmo nome em Cooperstown em 1839.
Apesar da falta de evidências sólidas que liguem Doubleday às origens do baseball, Cooperstown, Nova York tornou-se a nova sede do que hoje é o National Baseball Hall of Fame and Museum em 1937.
Pode ter havido alguma relação entre o beisebol como esporte nacional e Abner Doubleday. Embora as regras modernas do beisebol tenham sido formuladas em Nova York na década de 1840, foi a dispersão dos nova-iorquinos expostos a essas regras por todo o país que difundiu não apenas o beisebol, mas também as “Regras de Nova York”, harmonizando assim as regras e sendo um catalisador para seu crescimento. Doubleday era um oficial de alto escalão, cujas funções incluíam cuidar das provisões para o Exército dos Estados Unidos que lutava no sul e nos estados fronteiriços. Para o moral dos homens, diz-se que ele forneceu bolas e tacos para os homens.

## Homenagens

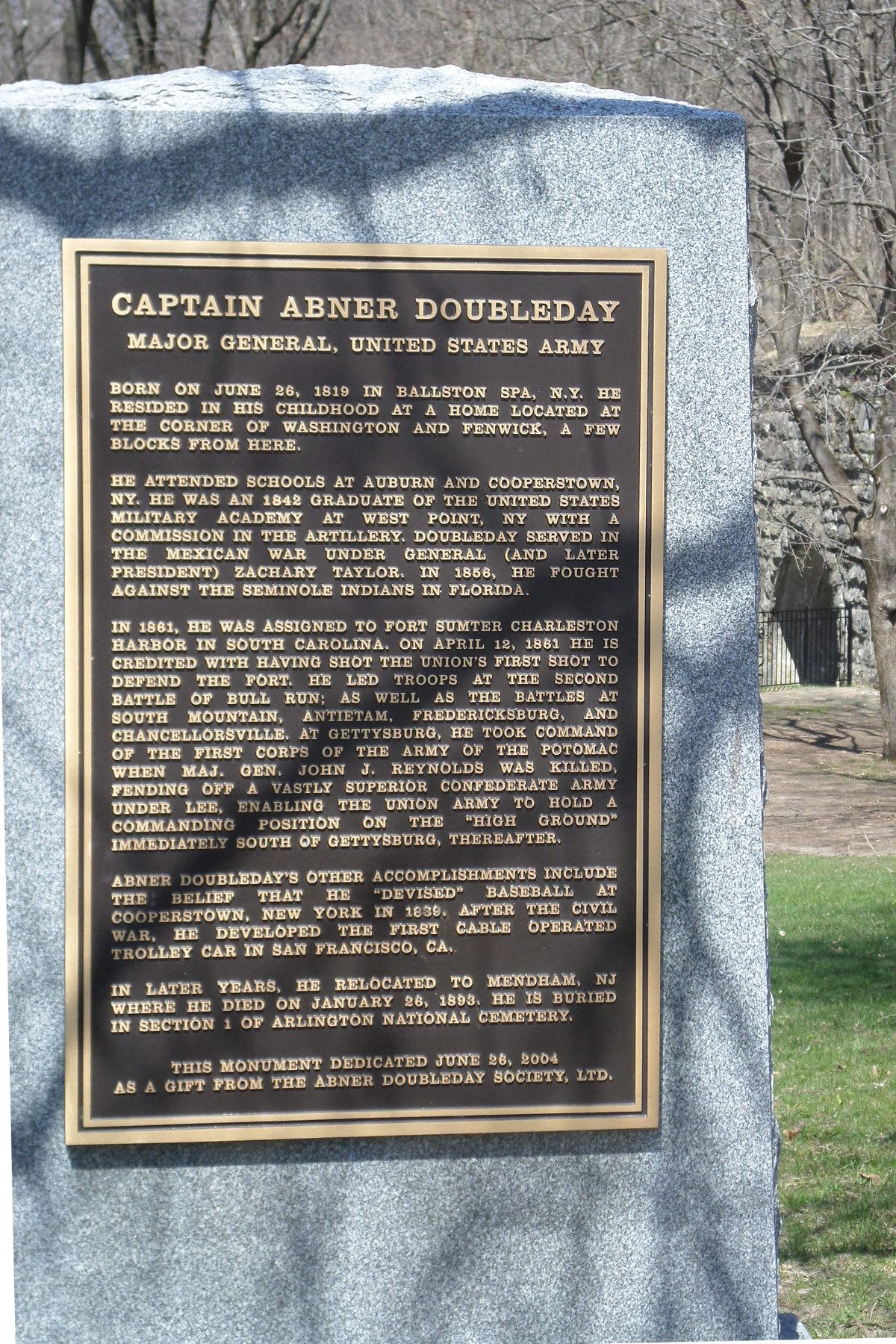
Monumento a Abner Doubleday em Ballston Spa

Os comandados de Doubleday, seus admiradores e o estado de Nova Iorque ergueram um monumento a ele em Gettysburg. Há um monumento obelisco de 2,1 m no Cemitério Nacional de Arlington, onde ele está enterrado.
O Doubleday Field é um estádio de beisebol com 9.791 lugares, batizado em homenagem a Abner Doubleday, localizado em Cooperstown, Nova York, próximo ao Hall da Fama do Beisebol. Ele sediou o Hall of Fame Game anual, uma partida amistosa entre duas equipes da liga principal que foi disputado de 1940 a 2008. Ele sedia o Hall of Fame Classic desde 2009.
O Auburn Doubledays é um time universitário de beisebol de verão sediado na cidade natal de Doubleday, Auburn, Nova York.
O Doubleday Field na Academia Militar dos Estados Unidos em West Point, Nova York, onde os Army Black Knights jogam no Johnson Stadium, foi batizado em homenagem a Doubleday.
Os Abner Doubleday Little League e Babe Ruth Fields em Ballston Spa, Nova York, cidade onde nasceu. A casa de seu nascimento ainda está de pé no centro da cidade e há um monumento a ele na Front Street.
Uma placa no Monumento Doubleday Hill, erguido em Williamsport, Maryland, para comemorar a ocupação de uma colina por Doubleday durante a Guerra Civil, afirma que ele inventou o jogo em 1835.
O bairro de Mendham e o município de Mendham, em Nova Jersey, realizaram um feriado municipal conhecido como “Abner Doubleday Day” por vários anos em homenagem ao general e encomendaram uma placa perto do local de sua casa no bairro em 1998, embora o bairro fosse conhecido como Mendham Township na época.
Em 2004, a Abner Doubleday Society ergueu um monumento a Doubleday no Iron Spring Park, em Ballston Spa, perto de seu local de nascimento.
Na Segunda Guerra Mundial, o navio Classe Liberty dos Estados Unidos SS Abner Doubleday foi batizado em sua homenagem.

## Leituras adicionais
- Doubleday, Abner (1882). Chancellorsville and Gettysburg. New York: C. Scribner's Sons
- Doubleday, Abner (1998). Reminiscences of Forts Sumter and Moultrie in 1860-61. Charleston, Carolina do Sul: Nautical & Aviation Publishing Company. ISBN 1-877853-40-2
- Hyde, Bill (2003). The Union Generals Speak: The Meade Hearings on the Battle of Gettysburg. Baton Rouge, La.: Louisiana State University Press. ISBN 978-0-8071-2581-6
- Silkenat, David. Raising the White Flag: How Surrender Defined the American Civil War. Chapel Hill: University of North Carolina Press, 2019. ISBN 978-1-4696-4972-6.